# Мојола
Мојола (итал. Moiola) је насеље у Италији у округу Кунео, региону Пијемонт.
Према процени из 2011. у насељу је живело 216 становника. Насеље се налази на надморској висини од 691 м.

## Становништво
Према резултатима пописа становништва 2011. у општини је живело 252 становника.
| 1936. | 1951. | 1961. | 1971. | 1981. | 1991. | 2001. | 2011. |
| ----- | ----- | ----- | ----- | ----- | ----- | ----- | ----- |
| 585   | 585   | 475   | 422   | 372   | 320   | 296   | 252   |